# Peace in a Time of War
Peace in a Time of War är skiva nummer två av reggaebandet, Soldiers of Jah Army (SOJA). Den släpptes 2003.

## Låtlista
1. "Revolution"
2. "Reality"
3. "Non-Partial, Non-Political"
4. "Look Within"
5. "Rasta Courage"
6. "Peace in a Time of War"
7. "Creeping In"
8. "Brothers & Sisters"
9. "True Love"
10. "Jah Atmosphere"
11. "Mother Earth"
12. "Forgive, Don't Forget"
13. "Did You Ever"
14. "Time Come Due"
15. "The End"